# Axel Larsson (formgivare)
Axel Larsson, född 1898 i Torps socken, Medelpad, död 1975, var en svensk möbelformgivare. 

## Biografi
Axel Larsson växte upp i Medelpad. Han fick som ung snickarlärling genom ett stipendium möjlighet att studera vidare i Stockholm till möbelritare 1916-20. Parallellt med studierna på Högre Konstindustriella Skolan var han möbelritare hos Carl Malmsten 1919-20 under dennes arbete med möbler till Stockholms stadshus. Under 1920-talet gjorde han studieresor i Europa, bland annat till Parisutställningen 1925.
Han fick vid 25 års ålder anställning vid AB Svenska Möbelfabrikerna i Bodafors på Stockholmskontoret. Hans stora debut var den första möbelserien som visades på Stockholmsutställningen 1930.
Axel Larsson startade egen verksamhet 1956-75, men fortsatte arbete för Svenska möbelfabrikerna i Bodafors. Han ritade vid denna tid även möbler för andra företag, exempelvis Balzar Beskow AB, som fortfarande har modellen stol S-312 från 1960 i sin produktion. Han utförde i många stora inredningsuppdrag från 1930- till 1960-talet, bland annat till Göteborgs konserthus, Park Avenue Hotel i Göteborg samt Folksamhuset i Stockholm.
Förutom S-312 är också stålrörsstolen Bankett från 1960 en storsäljare.
En stor del av hans skisser och ritningar finns bevarade i Designarkivet vid Pukeberg glasbruk och han finns representerad vid bland annat Nationalmuseum i Stockholm.